# Championnats d'Europe de gymnastique artistique féminine 1975
Navigation
Édition précédente Édition suivante
Les 10e championnats d'Europe de gymnastique artistique féminine ont eu lieu à Skien (Norvège) en 1975

## Résultats

### Concours général individuel
| Rang               | Pays               | Gymnaste       | Saut  | Barres asymétriques | Poutre | Sol   | Total  |
| ------------------ | ------------------ | -------------- | ----- | ------------------- | ------ | ----- | ------ |
| Médaille d'or      | ROM                | Nadia Comăneci | 9.700 | 9.750               | 9.750  | 9.650 | 38.850 |
| Médaille d'argent  | Union soviétique   | Nellie Kim     | 9.550 | 9.700               | 9.550  | 9.700 | 38.500 |
| Médaille de bronze | Allemagne de l'Est | Annelore Zinke | 9.400 | 9.750               | 9.400  | 9.400 | 37.950 |

### Finales par engins

#### Saut
| Rang               | Pays               | Gymnaste            | Points |
| ------------------ | ------------------ | ------------------- | ------ |
| Médaille d'or      | ROM                | Nadia Comăneci      | 19.500 |
| Médaille d'argent  | Allemagne de l'Est | Richarda Schmeisser | 19.100 |
| Médaille de bronze | Union soviétique   | Nellie Kim          | 19.000 |
| Médaille de bronze | ROM                | Alina Goreac        | 19.000 |

#### Barres asymétriques
| Rang               | Pays               | Gymnaste       | Points |
| ------------------ | ------------------ | -------------- | ------ |
| Médaille d'or      | ROM                | Nadia Comăneci | 19.650 |
| Médaille d'argent  | Allemagne de l'Est | Annelore Zinke | 19.550 |
| Médaille de bronze | Union soviétique   | Nellie Kim     | 19.500 |

#### Poutre
| Rang               | Pays             | Gymnaste       | Points |
| ------------------ | ---------------- | -------------- | ------ |
| Médaille d'or      | ROM              | Nadia Comăneci | 19.500 |
| Médaille d'argent  | Union soviétique | Nellie Kim     | 19.150 |
| Médaille de bronze | ROM              | Alina Goreac   | 19.000 |

#### Sol
| Rang               | Pays             | Gymnaste             | Points |
| ------------------ | ---------------- | -------------------- | ------ |
| Médaille d'or      | Union soviétique | Nellie Kim           | 19.550 |
| Médaille d'argent  | ROM              | Nadia Comăneci       | 19.400 |
| Médaille de bronze | Union soviétique | Ludmilla Tourischeva | 19.350 |